# パトリシオ・ガリーノ
パトリシオ・ガリーノ・グロッタ  (Patricio Garino Gullotta ,    1993年3月17日 - )は、アルゼンチン・ブエノスアイレス州マル・デル・プラタ出身のバスケットボール選手。アルゼンチン代表。

## 来歴
15歳の時にNBA選手を目指す為に渡米し、フロリダ州のモントヴェルデ・アカデミー高校に留学。
大学はジョージ・ワシントン大学に進学。A-10のディフェンスチームに4年連続で選出。2016年には同カンファレンスの2ndチームにも選出されるなど、同大学の主力選手として活躍したものの、2016年のNBAドラフトでは、どのチームからも指名を受けることは出来なかった。

### カレッジ成績
| シーズン | チーム         | GP | GS | MPG  | FG%  | 3P%  | FT%  | RPG | APG | SPG | BPG | PPG  |
| -------- | -------------- | -- | -- | ---- | ---- | ---- | ---- | --- | --- | --- | --- | ---- |
| 2012–13  | ワシントン大学 | 30 | 30 | 26.9 | .427 | .286 | .648 | 3.4 | 2.1 | 2.3 | 0.4 | 8.8  |
| 2013–14  | ワシントン大学 | 26 | 14 | 28.7 | .561 | .343 | .593 | 4.4 | 2.0 | 1.6 | 0.8 | 12.1 |
| 2014–15  | ワシントン大学 | 35 | 35 | 31.6 | .531 | .296 | .735 | 5.3 | 1.5 | 1.7 | 0.8 | 12.4 |
| 2015–16  | ワシントン大学 | 38 | 38 | 32.0 | .510 | .430 | .689 | 4.2 | 1.5 | 1.4 | 0.8 | 14.1 |

### NBA
ガリーノは2016年のNBAサマーリーグで、オーランド・マジックの一員として参加。そこでのプレー振りがサンアントニオ・スパーズのスカウト陣の目に留まり、同月29日にスパーズと2016-17シーズン前のシーズンキャンプに関する契約を結んだが、開幕前の10月22日に解雇。2017年4月3日にオーランド・マジックと2年契約を結び、念願のNBA入りが実現した。しかし、シーズン終了後に解雇された。

### ヨーロッパでのキャリア
2017年8月7日、リーガACBのサスキ・バスコニアと3年契約を結んだ。
2020年7月22日、リトアニア・バスケットボール・リーグとユーロリーグに所属するBCジャルギリスとの契約が発表された。
2021年8月18日、リーグ・ナショナル・バスケットボールに所属するナンテール92との契約が発表された。
2022年7月16日、リーガACBに所属し、マルク・ガソルがチームオーナーを務めるバスケット・ジローナとの加入が発表された。

## アルゼンチン代表
2015年にリオデジャネイロオリンピック出場を懸けたFIBAアメリカ大陸選手権でアルゼンチン代表デビュー。見事に本大会出場に貢献し、オリンピック代表にも選出されている。
2019年FIBAバスケットボール・ワールドカップの代表メンバーにも選出されている。

## その他
- ジョージ・ワシントン大学時代は、渡邊雄太とチームメイトだった。